# Phoracantha montana
Phoracantha montana är en skalbaggsart som först beskrevs av J. Linsley Gressitt 1959.  Phoracantha montana ingår i släktet Phoracantha och familjen långhorningar. Inga underarter finns listade i Catalogue of Life.

## Bildgalleri

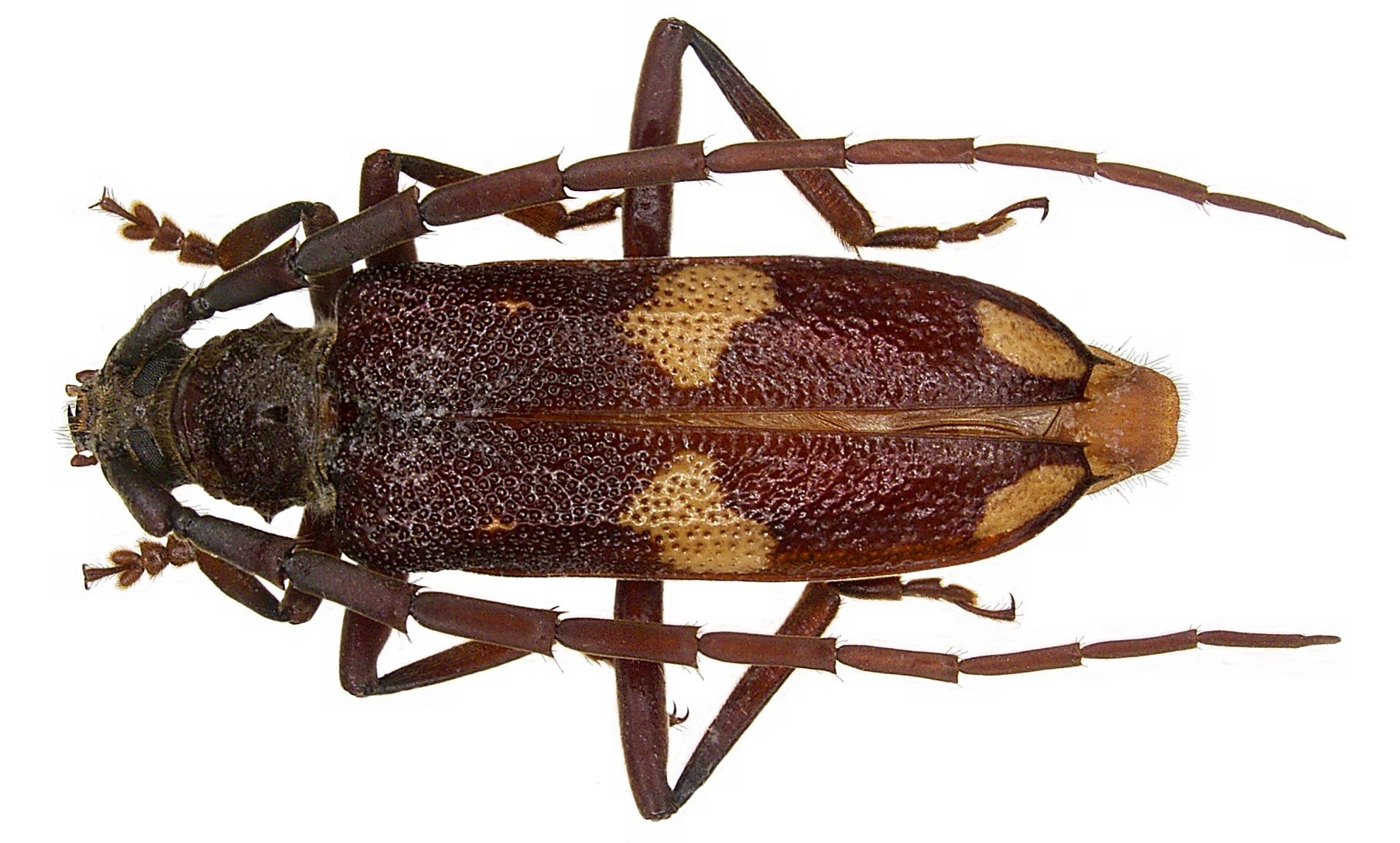